# Einschienenhängebahn

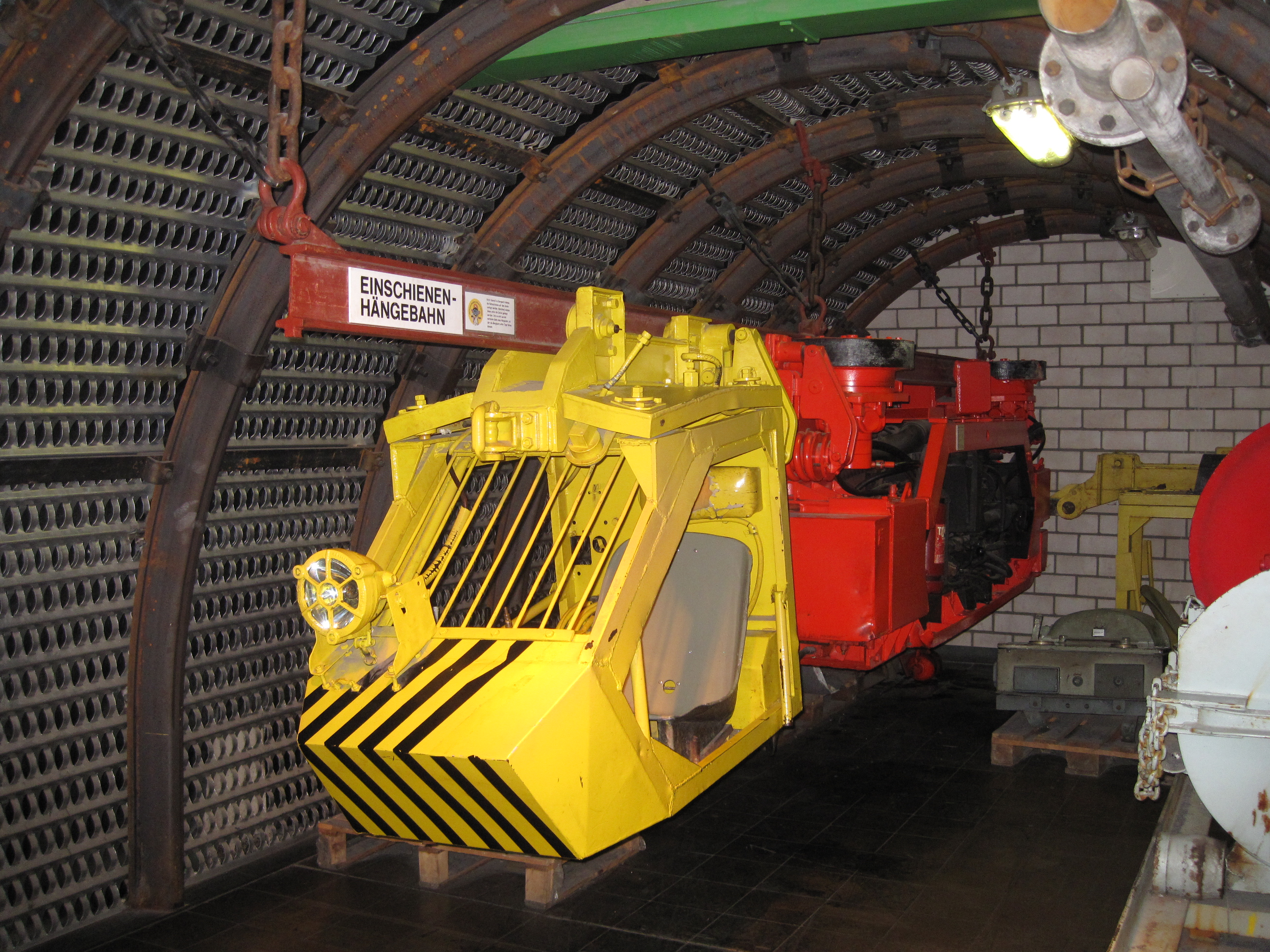
Einschienenhängebahn im Deutschen Bergbau-Museum Bochum

Eine Einschienenhängebahn ist eine untertägige  Hängebahn im Bergbau. Die entsprechende DIN-Norm ist die DIN 20592.

## Antrieb
Der Antrieb der Fahrzeuge erfolgt in längeren Strecken entweder mit einem eigenen Diesel- bzw. Elektromotor oder mit einem externen Haspel und umlaufendem Seil. Für kurze Wege an Materialumschlagplätzen werden Druckluftkatzen verwendet.

## Einsatzgebiete

### Bergbau
Einschienenhängebahnen dienen als Transportmittel für Material und Personen. Ihre Vorteile liegen in der Unempfindlichkeit gegen Sohlenhebung, da auf der Sohle einer Strecke kein Planum hergestellt werden muss, sondern die Schienen von der Firste abgehängt werden und in der hohen Flexibilität, die es gestattet, den Schienenweg mit nur zwei Personen innerhalb kurzer Zeit zu verlängern oder einzukürzen.

### Nicht-Bergbau
In den Tunneln von drei Meter Durchmesser, die die BEWAG für die 380-kV-Kabel zum Zusammenschluss des Westberliner Stromnetzes mit dem der DDR nach dem Fall der Berliner Mauer eingerichtet hat, fährt eine speziell dafür entwickelte akkubetriebene Einschienenhängebahn, in deren schmalen Kabinen drei Personen hintereinander Platz haben, und die auch noch einen Anhänger für Werkzeug, Material oder eine Krankentrage ziehen kann. Die Fahrzeuge können auch ferngesteuert als Löschfahrzeuge eingesetzt werden und sind mit Infrarot- und Videokameras ausgerüstet. Zum Laden der Akkus wird die Kabine über spezielle Kontakte positioniert. Neben den fernsteuerbaren Kabinen gibt es auch noch einfachere Rettungsfahrzeuge.